# Schistidium falcatum
Schistidium falcatum là một loài Rêu trong họ Grimmiaceae. Loài này được (Hook. f. & Wilson) B. Bremer mô tả khoa học đầu tiên năm 1980.